# Lega Pro Seconda Divisione
Lega Pro Seconda Divisione was de vierde voetbaldivisie in Italië. Het was voorheen bekend als Serie C2.
In 1978 werd de Serie C gesplitst in de Serie C1 (derde niveau) en Serie C2 (vierde niveau). In 2008 werd de Lega Pro opgericht die onderverdeeld was in de Lega Pro Prima Divisione (derde niveau) en Lega Pro Seconda Divisione (vierde niveau).
De Lega was geografisch opgedeeld in drie verschillende gironi (competities), de Sectie A, Sectie B en Sectie C. Alle drie competities bestonden uit 18 teams. Aan het einde van het seizoen promoveerden zes teams (twee uit elke girone) naar de Lega Pro Prima Divisione, waarvan drie rechtstreeks en drie na play-offs tussen nummers 2 t/m 5. Negen teams (drie uit elke girone) degradeerden naar de Serie D, twee rechtstreeks en vier na play-offs tussen nummers 14 t/m 17.
In 2014 werden de Prima Divisione en Seconda Divisione samengevoegd tot één derde niveau, de Lega Pro.

## Kampioenen

### Serie C2
| Seizoen | Girone A    | Girone B            | Girone C       | Girone D      |
| ------- | ----------- | ------------------- | -------------- | ------------- |
| 1978–79 | Sanremese   | Cremapergo          | Fano           | Rende         |
| 1979–80 | Prato       | Modena              | Giulianova     | Cosenza       |
| 1980–81 | Rhodense    | Padova              | Casertana      | Campania      |
| 1981–82 | Carrarese   | Ancona              | Siena          | Barletta      |
| 1982–83 | Prato       | Legnano             | Francavilla    | Messina       |
| 1983–84 | Livorno     | Pavia               | Jesi           | Reggina       |
| 1984–85 | Siena       | Virescit Boccaleone | Brindisi       | Licata        |
| 1985–86 | Lucchese    | Centese             | Teramo         | Nocerina      |
| 1986–87 | Torres      | Ospitaletto         | Vis Pesaro     | Frosinone     |
| 1987–88 | Carrarese   | Mantova             | Perugia        | Palermo       |
| 1988–89 | Casale      | Chievo              | Fidelis Andria | Puteolana     |
| 1989–90 | Siena       | Varese              | Fano           | Battipagliese |
| 1990–91 | Alessandria | Palazzolo           | Chieti         | Ischia        |
| 1991–92 | Ravenna     | Vis Pesaro          | Potenza        |               |
| 1992–93 | Mantova     | Pistoiese           | Juve Stabia    |               |
| 1993–94 | Crevalcore  | Gualdo              | Trapani        |               |
| 1994–95 | Brescello   | Montevarchi         | Nocerina       |               |
| 1995–96 | Novara      | Treviso             | Avezzano       |               |
| 1996–97 | Lumezzane   | Ternana             | Battipagliese  |               |
| 1997–98 | Varese      | SPAL                | Marsala        |               |
| 1998–99 | Pisa        | Viterbese           | Catania        |               |
| 1999-00 | Spezia      | Torres              | Messina        |               |
| 2000–01 | Padova      | Lanciano            | Taranto        |               |
| 2001–02 | Prato       | Teramo              | Martina        |               |
| 2002–03 | Pavia       | Florentia Viola     | Foggia         |               |
| 2003–04 | Mantova     | Grosseto            | Frosinone      |               |
| 2004–05 | Pro Sesto   | Massese             | Manfredonia    |               |
| 2005–06 | Venezia     | Cavese              | Gallipoli      |               |
| 2006–07 | Legnano     | Foligno             | Sorrento       |               |
| 2007–08 | Pergocrema  | Reggiana            | Benevento      |               |

### Lega Pro Seconda Divisione
| Seizoen | Girone A            | Girone B             | Girone C            |
| ------- | ------------------- | -------------------- | ------------------- |
| 2008/09 | AS Varese 1910      | ASC Figline          | Cosenza Calcio 1914 |
| 2009/10 | FC Südtirol         | AS Lucchese Libertas | SS Juve Stabia      |
| 2010/11 | Tritium Calcio 1908 | Carpi FC             | US Latina           |
| 2011/12 | FBC Treviso         | AC Perugia Calcio    |                     |
| 2012/13 | Aurora Pro Patria   | Salernitana Calcio   |                     |
| 2013/14 | Bassano Virtus      | ACR Messina          |                     |